# 玛格丽特·莫顿
玛格丽特·莫顿（英語：Margaret Morton，1968年1月29日—），苏格兰女子冰壶运动员。她曾代表英国获得2002年冬季奥运会女子冰壶比赛金牌。她也参加了2000年世界女子冰壶锦标赛，获得第四名。
她在2002 年生日荣誉中被任命为大英帝国勋章(MBE)。